# Quercus peduncularis
Quercus peduncularis és un tipus de roure que pertany a la família de les fagàcies i està dins de la secció dels roures blancs.

## Descripció
Quercus peduncularis és un arbust o petit arbre semiperennifoli que pot arribar a fer entre 3 a 13 m d'altura. El tronc fa entre 35 a 40 cm de diàmetre. L'escorça és grisa i solcada. Les branques fan entre 1,5 a 5 mm gran, llis, vermellós, al principi amb dens toment estrellat, convertint-se en el segon any glabres, amb lenticel·les de color groc pàl·lid. Les gemmes fan entre 2 a 4 mm, estípules sovint persistent. Les fulles són obovades o oblanceolades de 6 a 24 cm de llarg per 3 a 12 cm d'ample. Els marges amb 4 a 11 dents a cada costat. La cara superior és de color verd fosc llis, la cara inferior de color verd o glauc-groguenc i opac. El pecíol és prim entre 3 a 8 mm de llarg, lleugerament pubescents, marró vermellós fosc. Les flors amb uns aments de 4-7 cm de llarg, algunes flors, flors pistilades 2-4 (de vegades més) agrupades a la punta d'uns 1-5 cm de llarg. El peduncle és pelut, de color groc. Les glans maduren al cap d'1 any, solitàries i en grups de 2 o 3, subsèssils o en uns pocs centímetres de llarg tija, tancats 1/32 per la tassa; tassa escamoses de 12 a 15 mm de diàmetre. Les glans són ovoides arrodonides de 15 a 17 mm de llarg per 10 a 13 mm de diàmetre.

## Distribució
La seva àrea de creixement natural és entre els 900 - 3000 metres. Creix a Hondures, Guatemala, Nicaragua i Belize; i a Mèxic creix a Sierra Madre Occidental.
Quercus peduncularis està en perill a Mèxic, degut a la restringida distribució i transformació de l'hàbitat per incendis i horts d'alvocat.

## Taxonomia
Quercus peduncularis va ser descrita per Luis Née i publicat a Anales de Ciencias Naturales 3: 270, a l'any 1801.
Etimologia
Quercus: nom genèric del llatí que designava igualment al roure i a l'alzina.
peduncularis: epítet llatí que significa "amb peduncles".
Sinonímia
- Quercus achoteana Trel.
- Quercus affinis M.Martens & Galeotti
- Quercus aguana Trel.
- Quercus arachnoidea Trel.
- Quercus barbanthera Trel.
- Quercus barbanthera var. calva Trel.
- Quercus barbeyana Trel.
- Quercus callosa Benth.
- Quercus dolichopus E.F.Warb.
- Quercus martensiana Trel.
- Quercus martensiana f. berlandieri Trel.
- Quercus martensiana f. perplexans Trel.
- Quercus pilicaulis Trel.
- Quercus pilicaulis f. armata Trel.
- Quercus pilicaulis f. concava C.H.Mull.
- Quercus pilicaulis f. elongata C.H.Mull.
- Quercus pilicaulis f. exserta C.H.Mull.
- Quercus pilicaulis f. hurteri Trel.
- Quercus pilicaulis var. hurteri (Trel.) A.Camus
- Quercus pilicaulis f. macrodonta Trel.
- Quercus pilicaulis f. obovalis Trel.
- Quercus tomentosa Willd.
- Quercus tomentosa var. abbreviata A.DC.
- Quercus tomentosa var. bullata A.DC.
- Quercus tomentosa var. communis A.DC.[5][6]